# مستعمرات ما وراء البحار السويدية
امتلكت السويد في الفترة بين عامي 1638 و 1663، وخلال عام 1733، وفي الفترة بين عامي 1784 و 1878، مستعمرات وراء البحار. استحوذت السويد على خمس مستعمرات، أربعة منها لم تدم طويلًا. امتدت المستعمرات السويدية عبر ثلاث قارات: أفريقيا وآسيا وأمريكا الشمالية.

## قائمة
المستعمرات السويدية السابقة في أفريقيا هي:
- مستعمرة ساحل الذهب السويدي (التي أُقيمت بين عامي 1650 و 1663، وخسرتها السويد لصالح الدنمارك وهولندا)، متضمنة مدينة كيب كوست (في الفترة ما بين عامي 1649 و 1663)، التي تتكون من المستوطنات التالية:
فورت أبولونيا، التي تُعرف اليوم باسم بلدة باين في دولة غانا (بين عامي 1655 و 1657).
فورت كريستيانسبورغ/ فورت فريدريكسبورج، المنطقة التي تقع اليوم في دولة غانا، وتعرف باسم حي أوسو (بين عامي 1652 و 1658).
حصن باتنشتاين، المنطقة التي تعرف اليوم باسم قرية بوتري (في الفترة بين عامي 1649 و 1656).
فورت ويتسن، المنطقة التي تعرف اليوم بمدينة سيكوندي تاكورادي في غانا (في الفترة بين عامي 1653 و 1658).
كارلوسبورغ (من شهر أبريل من عام 1650 وحتى شهر يناير/ فبراير من عام 1658 ومن 10 ديسمبر عام 1660 وحتى 22 أبريل من عام 1663).

المستعمرات السويدية السابقة في القارة الأمريكية هي:
- مستعمرة السويد الجديدة (بين عام 1638 وعام 1655، وخسرتها السويد لصالح هولندا).
- مستعمرة سان بارتيليمي (بين عام 1784 و 1878، وبيعت إلى فرنسا).
- مستعمرة غوادلوب (بين عامي 1813 و 1814، وعادت ملكيتها لفرنسا).

المستعمرات السويدية السابقة في قارة آسيا هي:
- مستعمرة بارانجيبيتاي (استعمرتها السويد عام 1733، وخسرتها لصالح فرنسا وبريطانيا العظمى).

## الأمريكيتين

### السويد الجديدة

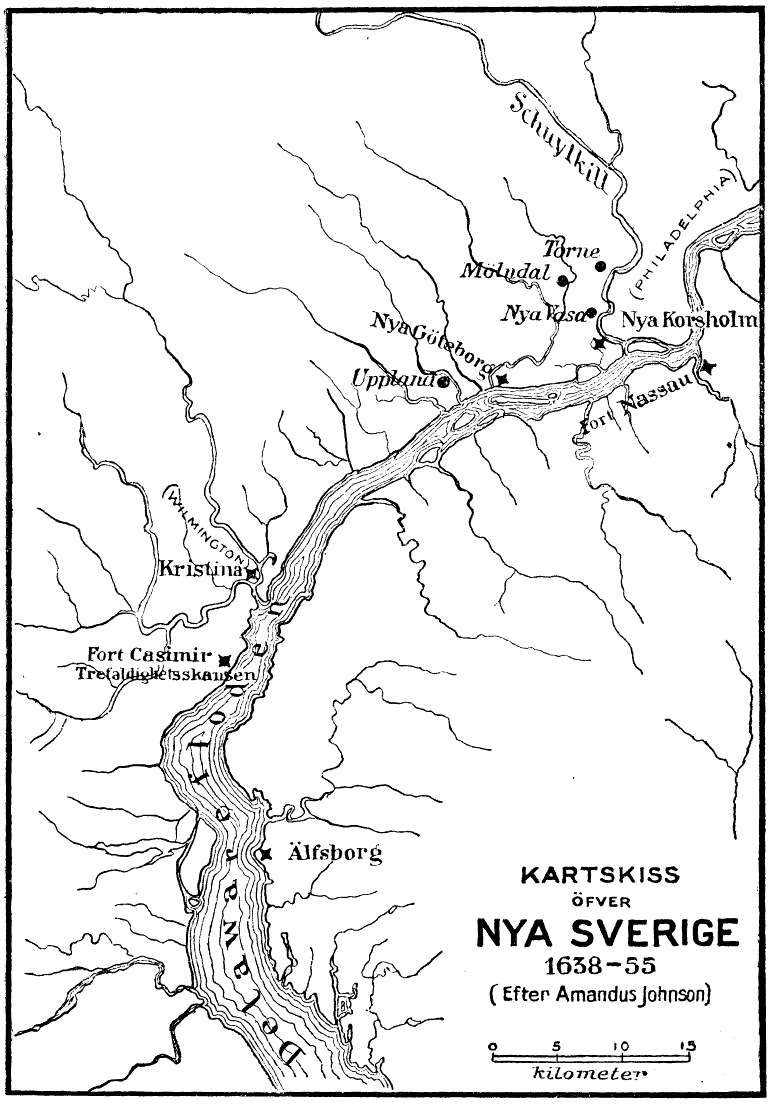
خريطة للسويد الجديدة حوالي عام 1650

بحلول منتصف القرن السابع عشر، وصلت الإمبراطورية السويدية إلى أقصى حدودها الإقليمية. سعى السويديون إلى توسيع نفوذهم من خلال إنشاء مستعمرة زراعية (لزراعة التبغ) وتجارة الفراء بهدف الاستغناء عن التجار الفرنسيين والبريطانيين والهولنديين. اشتملت اتفاقية مستعمرة زراعة التبغ على أصحاب أسهم سويديين وهولنديين وألمانيين. بمجرد وصولهم إلى القارة الأمريكية، أسس السويديون فورت كريستينا (التي تعرف اليوم بمدينة ويلمنغتون بولاية ديلاوير)، وسموها على اسم ملكة السويد آنذاك، الملكة كريستينا. كان العديد من المستوطنين فنلنديون، إذ شكلت المنطقة التي تعرف اليوم بفنلندا الجزء الشرقي من مملكة السويد حتى عام 1809.
كان الاستعمار في الواقع غزوًا لهولندا الجديدة، لأن تلك الأراضي كانت أراضٍ هولندية. كان بيتر مينويت مؤسس هولندا الجديدة وحكمها بين عامي 1626 و 1633. بعد فصله من منصبه، قاد مينويت بعثةً سويدية إلى منطقة يعرفها مسبقًا وتتسم بموقعها الاستراتيجي، وتعتبر شوكة مزعجة في خاصرة أرباب عمله السابقين. توفي مينويت في رحلة العودة من ستوكهولم في إعصار وقع بالقرب من جزيرة سانت كيتس الكاريبية. أُسست مستعمرة فورت نيا إلفسبورج إلى الشمال من المنطقة التي تعرف اليوم باسم مدينة سالم، بولاية نيوجيرسي الأمريكية في عام 1643.
في شهر مايو من عام 1654، استولت الجيوش التابعة للسويد الجديدة على فورت كاسيمير الهولندية، الواقعة في المنطقة التي تعرف اليوم باسم مدينة نيو كاسل بولاية ديلاوير الأمريكية. كرد فعل على ذلك، أرسل الحاكم الهولندي، بيتر ستويفيسانت، جيشًا إلى نهر ديلاوير، تمكن من خلاله فرض الاستسلام على الحصون السويدية.

### ملكية جزر الأنتيل
كانت سان بارتيلمي الجزيرة الكاريبية الوحيدة التي تحولت لمستعمرة سويدية لفترة زمنية طويلة، فقد استعمر السويديون جزيرة غوادلوب لفترة وجيزة بعد ما وضعت الحروب النابليونية أوزارها.

## وصلات خارجية
- Wetaskiwin local heritage – Swedish settlers